# Sovjak, Trnovska vas
Sovjak este o localitate din comuna Trnovska vas, Slovenia, cu o populație de 81 de locuitori.